# Brigitte Wenzel-Perillo
Brigitte Wenzel-Perillo (* 24. Februar 1949 in Bösdorf bei Leipzig) ist eine deutsche Politikerin (CDU).

## Leben
Nach ihrem Abitur in Aschersleben, das mit der Berufsausbildung in der Landwirtschaft verbunden war, studierte Wenzel Veterinärmedizin an der Universität Leipzig; sie schloss diesen Studiengang als Tierärztin ab. Diesen Beruf übte sie von 1975 bis 1980 im Bezirksinstitut für Veterinärwesen in Frankfurt (Oder), ab 1979 auch im BIV Leipzig aus. 1980 erfolgte ihre offizielle Ausreise nach Italien, nachdem sie einen Italiener geheiratet hatte. Bis November 1991 lebte sie mit ihrem Mann und ihrer Tochter in Rom, danach kehrte die Familie nach Leipzig zurück.
Nach ihrer Rückkehr nach Deutschland trat Wenzel-Perillo in die CDU ein. Sie war persönliche Mitarbeiterin der Landtagsabgeordneten Gertraude Gruhle. 1999 wurde sie in das Europäische Parlament gewählt. Diesem gehörte sie bis 2004 an, da die Wiederwahl scheiterte. Auch bei der Europawahl 2009 trat sie für das Europaparlament an, erhielt aber erneut kein Mandat. Heute ist sie Präsidentin der Deutsch-Italienischen Gesellschaft Leipzig.